# 弗洛登战役
弗洛登战役（Battle of Flodden）或称弗罗敦原野战役（Battle of Flodden Field）是1513年9月9日发生英格兰北部诺森伯兰郡的一场战斗，参战双方为苏格兰国王詹姆斯四世率领的苏格兰军队和英格兰军队。结果英格兰方面获胜，苏格兰国王詹姆斯四世战死。

## 註腳
1. ↑  Paterson, p. 147
2. ↑  Elliot, p. 117
3. ↑  Elliot, p. 118